# Francesco Botti
Pour les articles homonymes, voir Botti.
Francesco Botti (Florence, 1640 - Florence, 1711) est un peintre italien de la période baroque, actif principalement dans sa ville natale de Florence et ses alentours. 

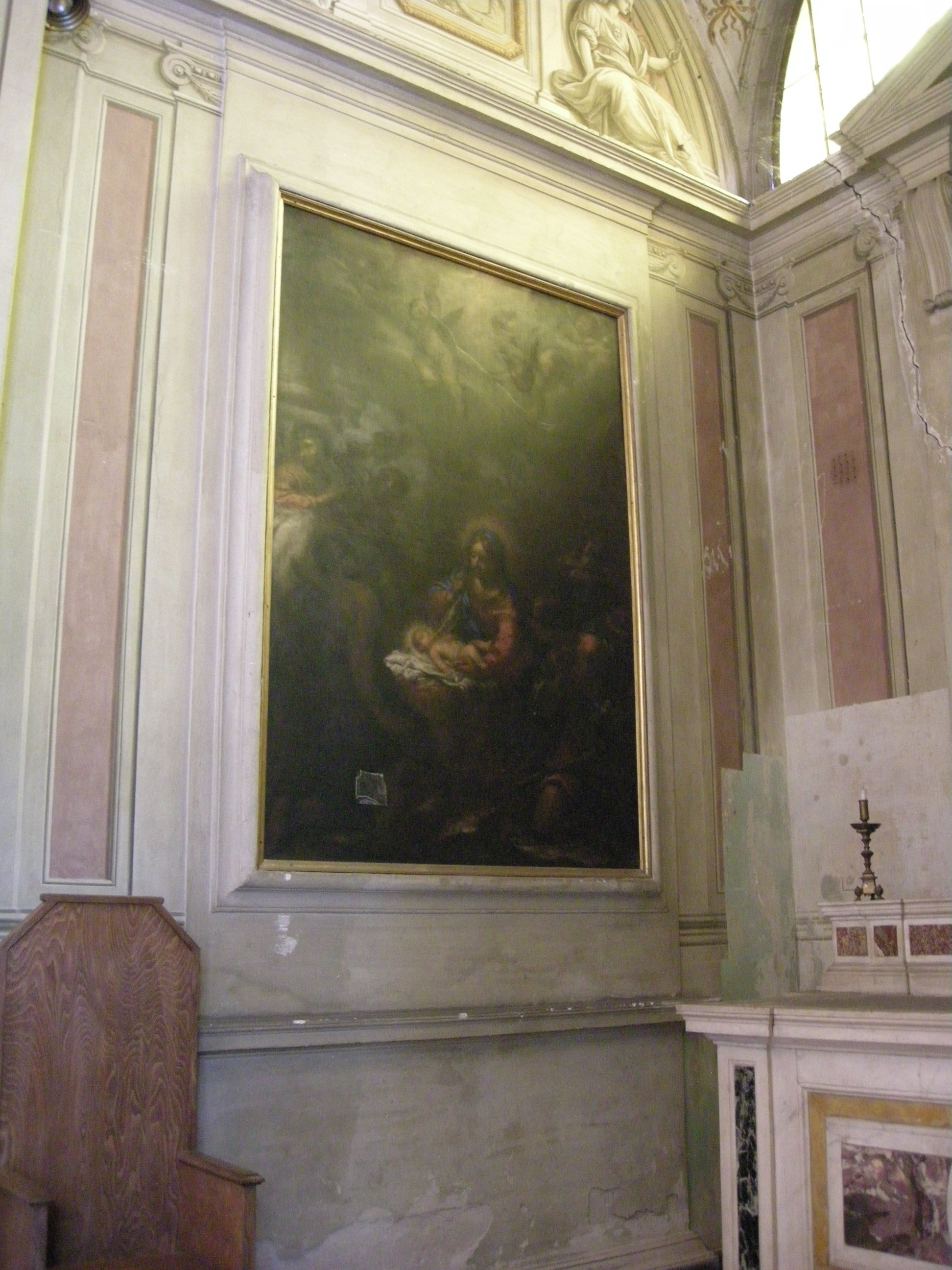
Nativité, Basilique Santo Spirito, Florence

## Biographie
Il existe peu de documents concernant Francesco Botti, fils du peintre moins renommé Giacinto Botti.
Il s'est formé à l'école de Simone Pignoni.

« Fu obnubilato per lungo tempo dalla fama del maestro.
A été obnubilé pendant une longue période par la renommée du maître »

— Sandro Bellesi
Après une longue période de formation, il commence sa carrière en adoptant le sfumato aux couleurs froides inspiré de Francesco Furini.
Certaines œuvres du début de la carrière de Francesco Botti ont été longtemps attribuées à Simone Pignoni.
Une toile souvent citée Santi dell'Ordine Agostiniano se trouvait en l'église santa Maria di Candeli, remplacée par une toile d'Agostino Veracini.
Un de ses autoportraits se trouve à la Galerie des Offices et déjà dans les années 1800 était considéré comme :

« ...annerito dal tempo e mal conservato
...noirci par le temps et mal conservé »

— Reale Galleria di Firenze illustrata, Florence, 1833
Néanmoins ses préférences vont aux thème mythologiques et religieux.
Son style a accompagné celui qui prévalait pendant cette période à Florence, se rapprochant d'abord de celui de Gerrit van Honthorst et ensuite de celui dénommé «  negromantico » de Salvator Rosa qui avait diffusé ce style à Florence entre 1640 et 1649.
Matteo Bonechi a été de ses élèves.

## Autres œuvres
- Allégorie de la Géométrie, huile sur toile, 69 × 55,3 cm, musée des beaux-arts d'Arras,
- Sophonisbe, huile sur toile, 93,5 × 71,5 cm et Saint guerrier en gloire[3], Museo Civico, Montepulciano,
- L'Adoration des bergers[3] et L'Extase de sainte Marguerite, Chapelle Corsini, Basilique Santo Spirito à Florence,
- Histoire de saint Rosalie, musée de la Fondation Primo Conti, Fiesole,
- Autoportrait, huile sur toile, 73,2 × 57,8 cm, musée des Offices,
- Sainte Cécile, huile sur toile, 71 × 53 cm,
- Sainte Catherine d'Alexandrie, huile sur toile, 70 × 54 cm, musée des Offices,
- Judith et Olopherme, huile sur toile, collection privée,
- Diane et Actéon et Le Jugement de Pâris, huiles sur toile, 74 × 100 cm, antiquaire G. Pratesi, Florence,
- Abigail remet les Dons à Darius, huile sur toile, 127 × 160 cm, Collection Spedale San Giovanni di Dio, Florence,
- Abigail et David, huile sur toile, 127 × 160 cm, Collection Spedale San Giovanni di Dio, Florence,
- Vierge à l'Enfant et des saints, huile sur toile, 55 × 74 cm, palais Pitti, Florence,
- Sainte martyre, huile sur toile, 73 × 57,5 cm, enchères, Christie's, Rome,
- Suicidio di Lucrezia, Ente Museo Palazzo Costa, Piacenza.
- Minerve, huile sur toile, 74 × 58 cm, palais Pitti (dépôt), Florence. Longtemps attribuée à Simone Pignoni[4].
- Saint Jean Gualbert, 1701, Vallombreuse[3]